# Austrolebias nigrofasciatus
Austrolebias nigrofasciatus är en fiskart som beskrevs av Costa och Cheffe 2001. Austrolebias nigrofasciatus ingår i släktet Austrolebias och familjen Rivulidae. Inga underarter finns listade.